# Gargamelle

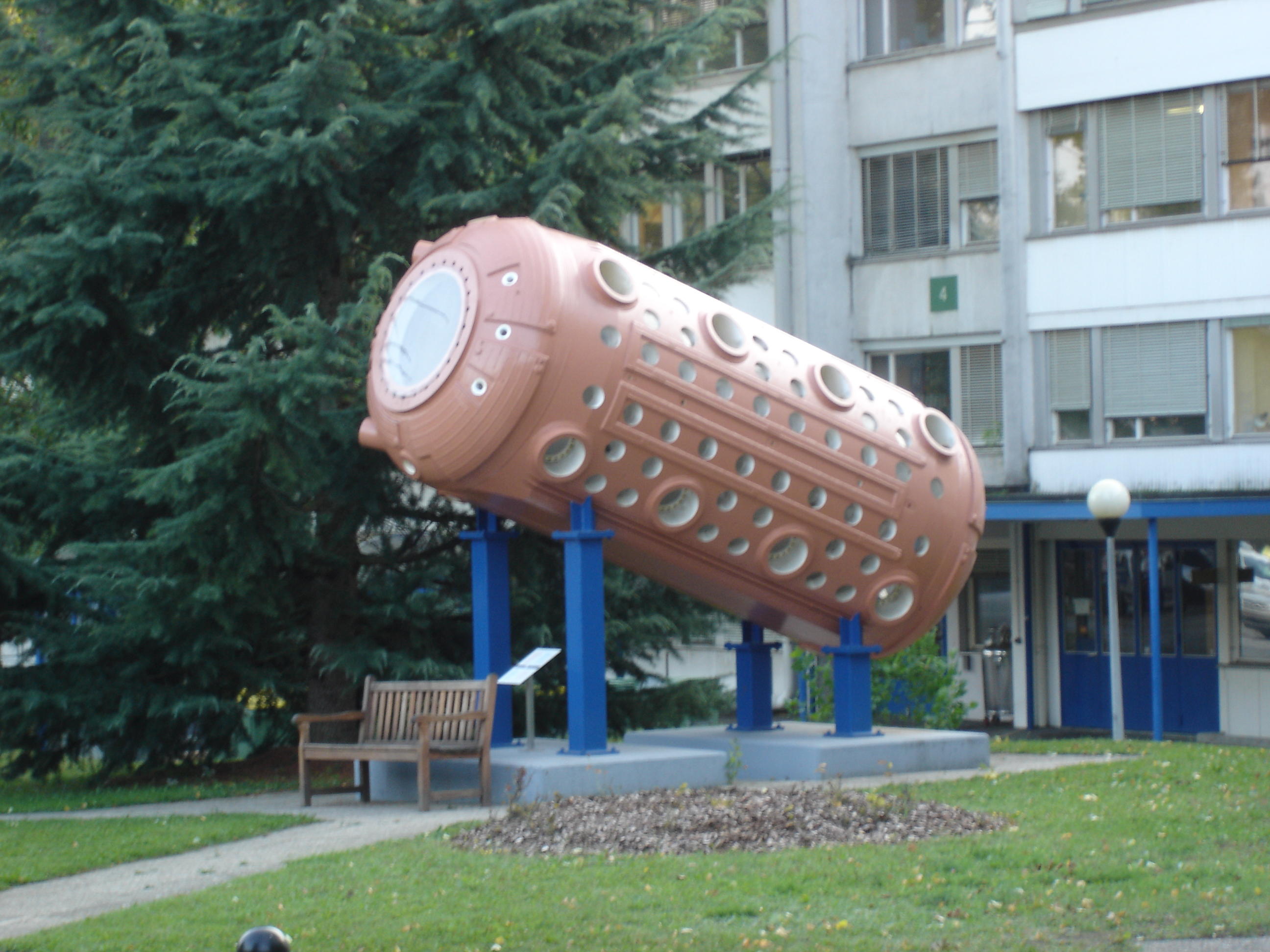
La camera a bolle Gargamelle, esposta nel giardino del Museo Microcosm al CERN

Gargamelle fu una gigantesca camera a bolle utilizzata al CERN, progettata per rivelare le interazioni dei neutrini e individuare le correnti neutre. Il nome deriva dalla gigantessa Gargamelle, madre di Gargantua nei romanzi di François Rabelais. Venne costruita in Francia, con un diametro di circa 2 m per 4.8 m di lunghezza ed era riempita da circa 12 m3 di freon (formula chimica CF3Br). Venne riempita con un liquido pesante, piuttosto che con il tipico idrogeno liquido, per avere una maggiore probabilità di avere interazioni dei neutrini e per identificare più facilmente i muoni rispetto ai pioni.
Gargamelle operò dal 1970 al 1978, bombardando nuclei di freon con un fascio di neutrini muonici prodotto dal Proton Synchrotron del CERN. Questo esperimento portò a una delle scoperte più importanti realizzate al CERN: la prima osservazione sperimentale delle correnti deboli neutre. La scoperta fu annunciata nel luglio 1973 e portò all'assegnazione del premio Nobel per la fisica del 1979 ai fisici Abdus Salam, Sheldon Glashow e Steven Weinberg, che ne avevano predetto l'esistenza nell'ambito della teoria dell'unificazione elettrodebole..
Tra settembre 1972 e marzo 1973 vennero analizzati circa 83 000 eventi di interazione neutrino-ione, e furono individuati 102 eventi compatibili con la corrente debole neutra. La conferma che si trattasse di un evento dovuto alla corrente debole neutra era un evento in cui era presente un vertice isolato da cui venivano prodotti solo adroni.